# Pedicularis reptans
Pedicularis reptans är en snyltrotsväxtart som beskrevs av Tsoong. Pedicularis reptans ingår i släktet spiror, och familjen snyltrotsväxter. Inga underarter finns listade i Catalogue of Life.